# Valle de Bravo
Valle de Bravo (Pameje en mazahua) est une commune mexicaine de l'État de Mexico, située à 156 kilomètres au sud-ouest de la ville de Mexico. Elle reçoit son nom de San Francisco del Valle et du général don Nicolás Bravo, défenseur du Château de Chapultepec lors de la célèbre bataille des "Niños Héroes" (enfants héros). Valle de Bravo reçoit le titre de ville typique en 1971 et de village magique en 2005.

## Histoire et géographie

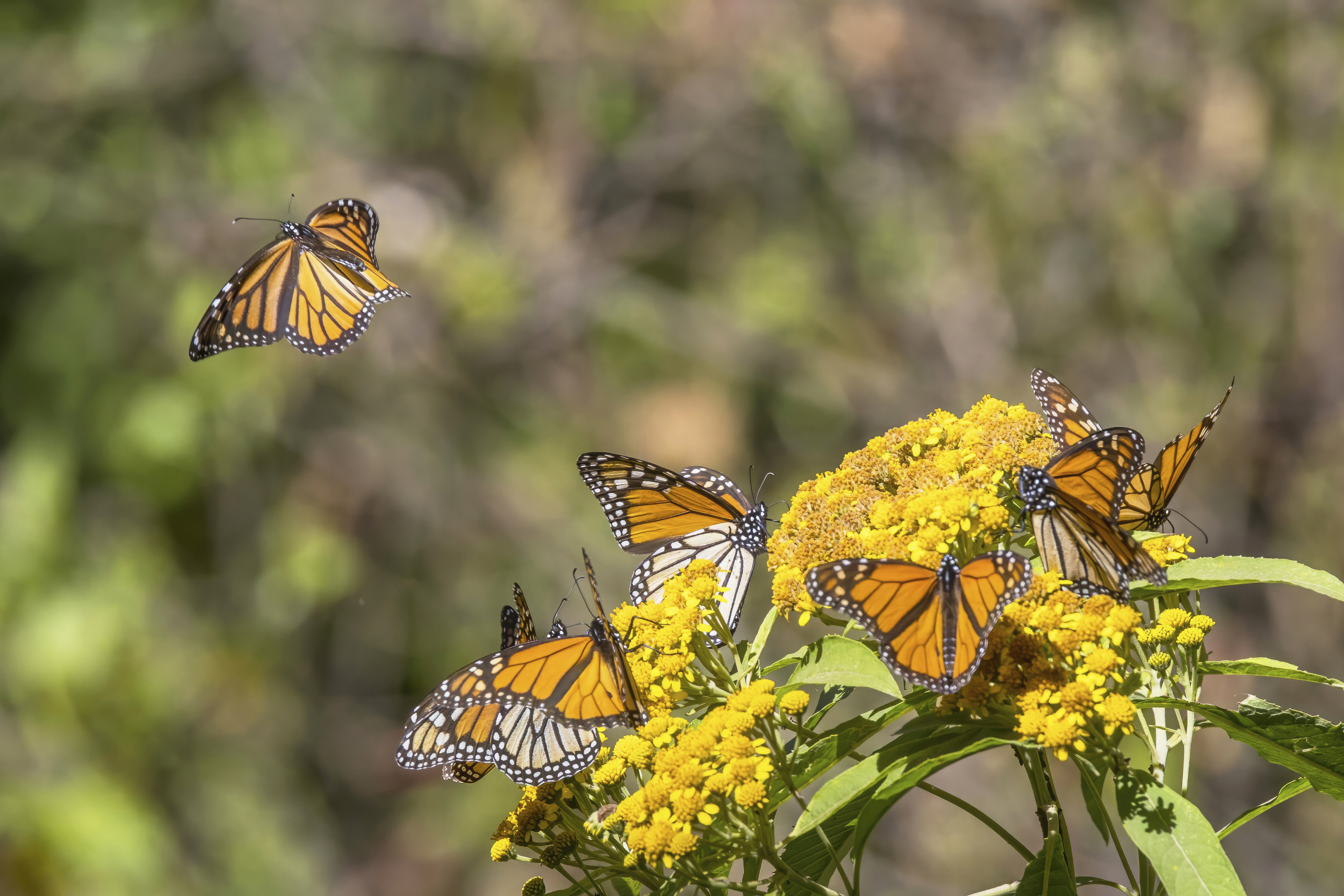
Monarque (papillon), sur Abies religiosa à Valle de Bravo. Février 2023.

De sa première appellation Temascaltepec Valle de Bravo a été construite sur les berges d'une rivière au centre d'une vallée. En 1947, fut construit un barrage sur la rivière qui permit la création d'un grand lac artificiel au centre de la vallée. La ville actuelle de Valle de Bravo s'étend depuis les berges jusqu'à un kilomètre vers les hauteurs.
La ville a connu une immigration venue de France (Barcelonnette, dans les Alpes) au cours de la seconde moitié du XIXe siècle.
Valle de Bravo a une superficie de 421, 95 km² et est située à grande altitude; la cote maximale de la surface du lac est déjà à 1820 mètres, l'altitude moyenne de la commune est de 2200 mètres et l'altitude du plus haut sommet à proximité est de 3040 mètres. Le climat oscille entre périodes froides et tempérées. Il peut neiger de temps en temps. La végétation est essentiellement constituée de forêts, majoritairement de conifères.

## Accès

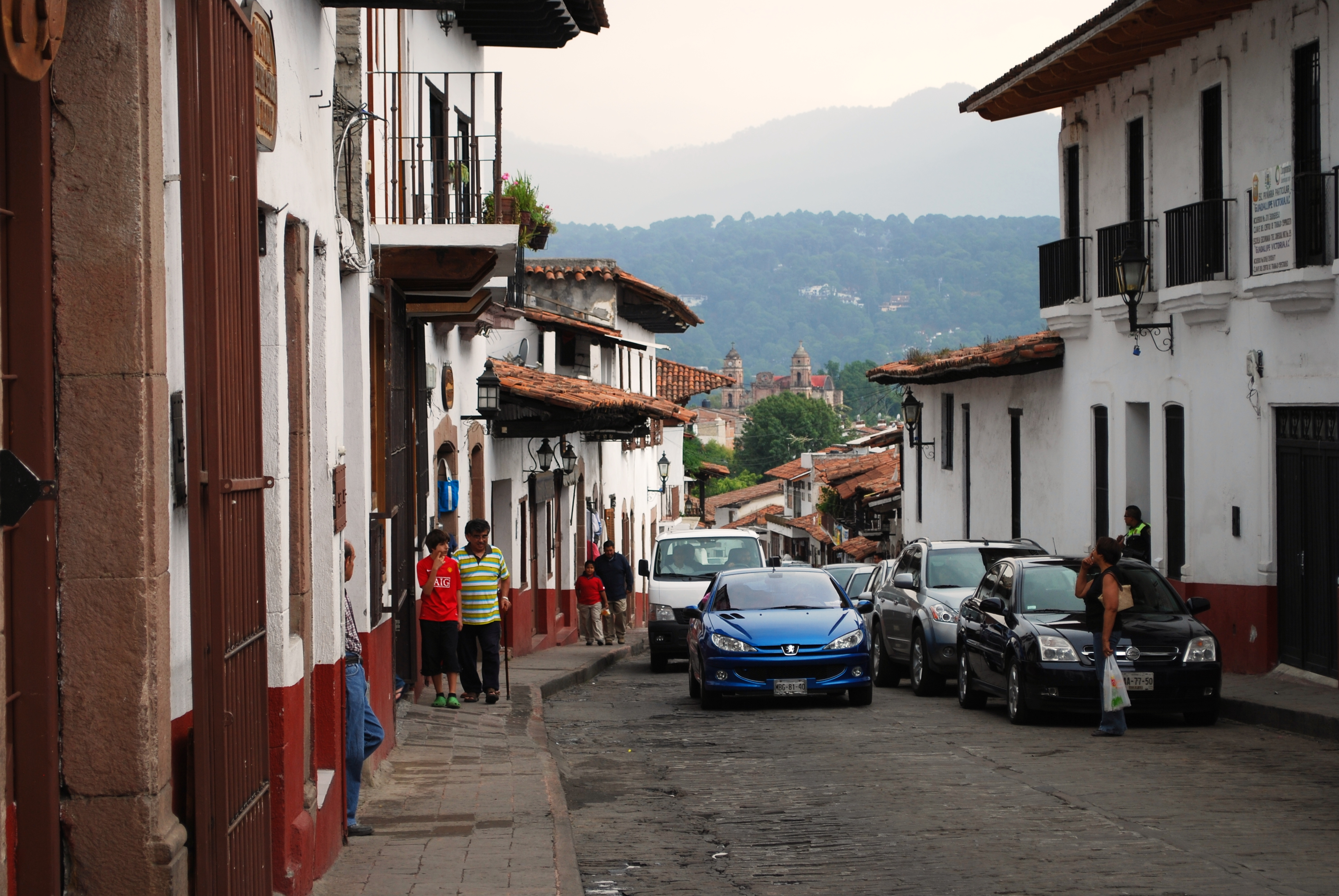
Rues de Valle de Bravo.

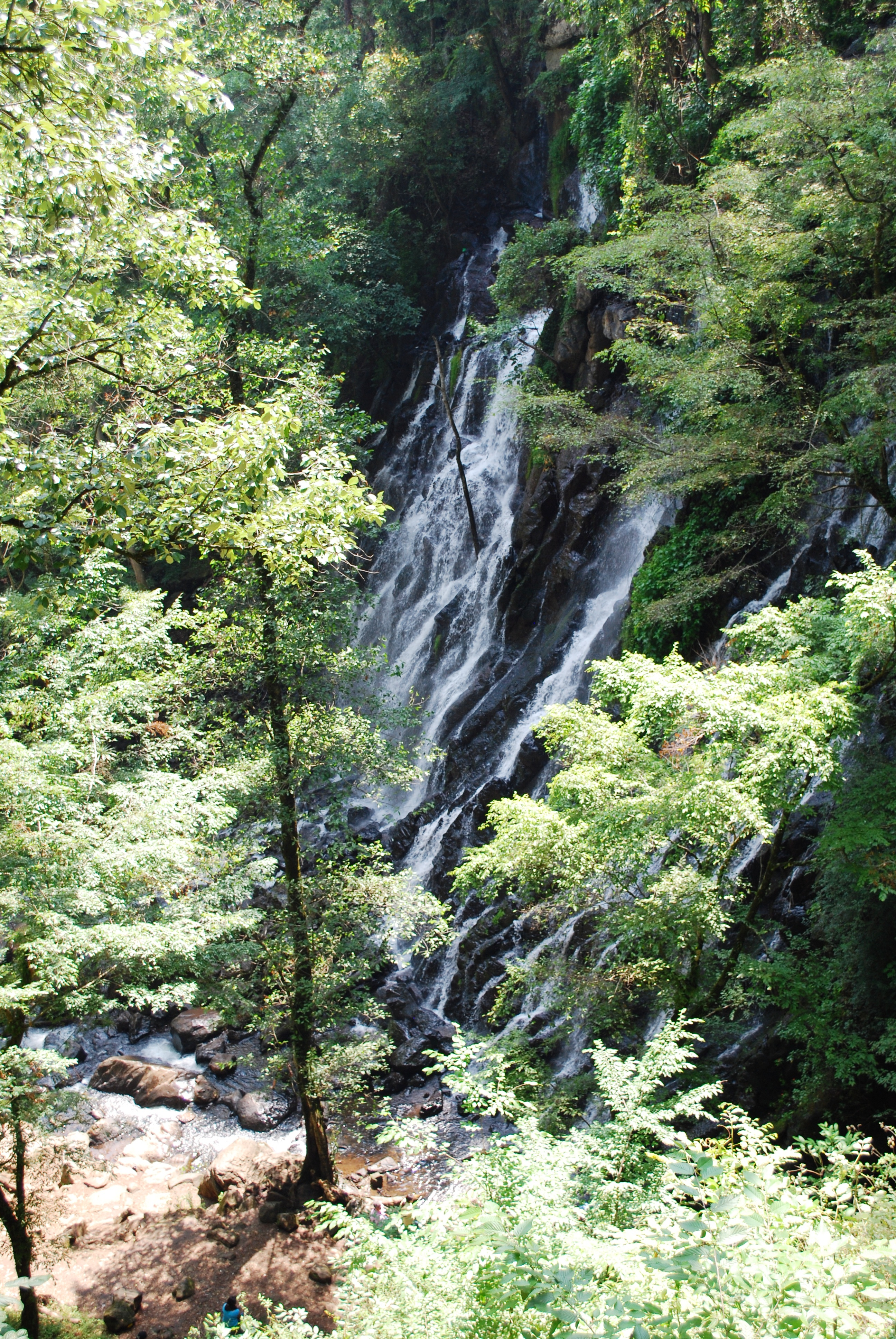
Cascade Velo de Novia à Avandaro.

Pour rejoindre Valle de Bravo depuis la ville de Mexico, le plus direct est de sortir de la capitale par l'ouest par l'Avenue Paseo de la Reforma, prendre la route de Toluca, traverser cette ville et se diriger alors vers Temascaltepec. On passe alors sur les flancs du volcan Xinantecatl plus communément appelé le Nevado de Toluca, inactif et parfois enneigé. 
Valle de Bravo est un village pittoresque où les personnes qui habitent à Mexico passent leurs vacances très tranquillement. C'est aussi un endroit spirituel où les gens essaient de guérir les maladies avec une méthode naturelle. 

## Attractions touristiques
L'activité touristique se concentre sur les activités sportives et nautiques liées au lac artificiel. La ville en elle-même est connue pour son architecture coloniale. On y trouve également d'excellents restaurants ainsi que de nombreux commerces. À la Toussaint, le jour des morts est marqué par un grand festival surnommé le "festival des âmes" (Festival de las almas.

## Divertissements
Réservée pendant des décennies à la haute bourgeoisie de la Ville de Mexico, Valle de Bravo s'est depuis peu ouverte à la classe moyenne.
La vie nocturne est également riche avec de nombreux bars et night clubs.

## Balades et sites touristiques

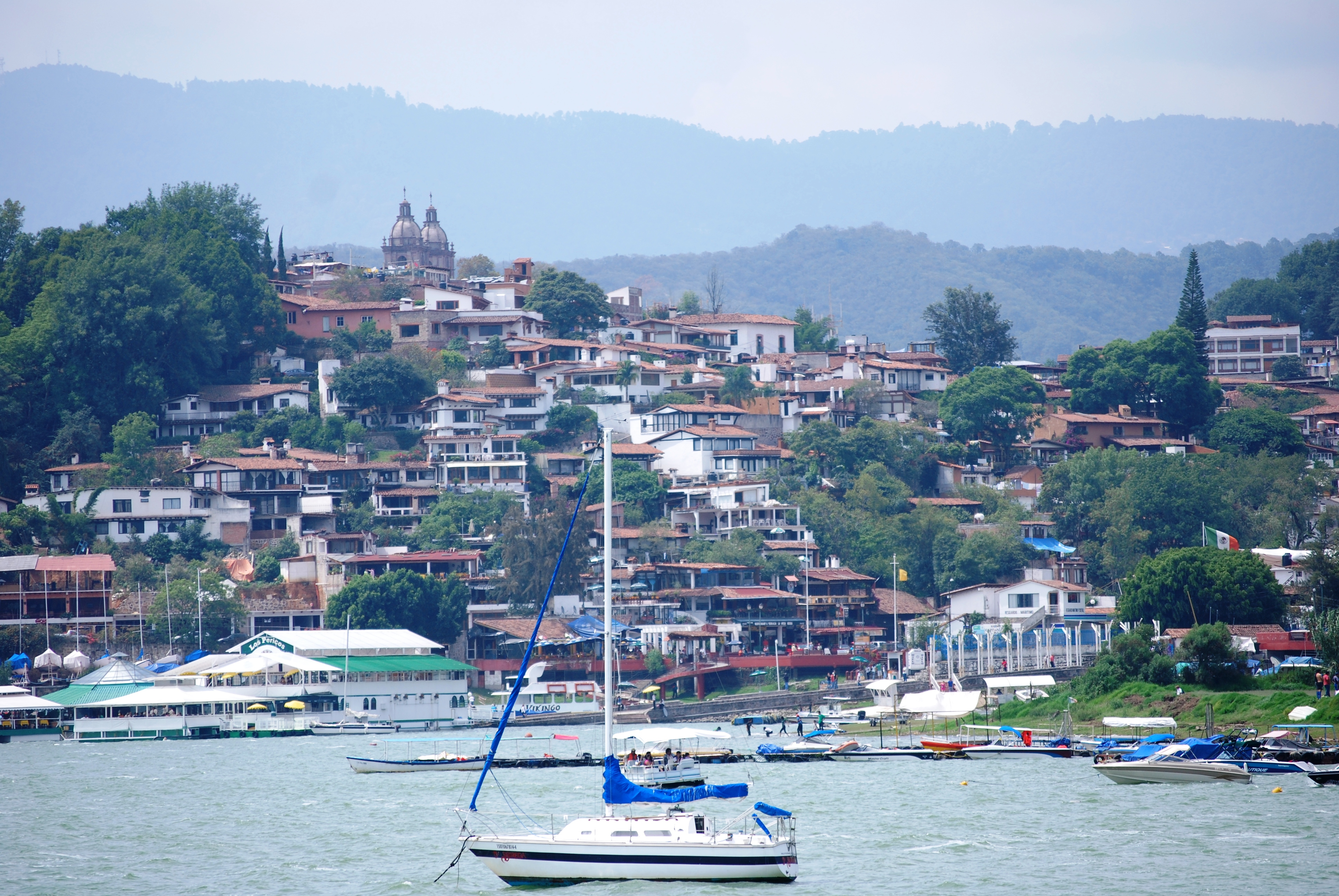
Embarcadère de Valle de Bravo.

- Vols en parapente accompagné : décollage du Mirador en Monte Alto, survol de la commune, l'atterrissage se fait à Santa Maria au bord du lac ce qui représente un vol de 20 minutes, idéal pour ceux qui aiment les émotions fortes. Volez également en biplace depuis le site du Peñon, pour des vols plus longs, sur le site de la Coupe du Monde 2022.
- Ballade en barque : outre des tours du lacs en 30-40 minutes, il existe aussi en fin de semaine des excursions nocturnes de quelques heures.
- Marché d'artisanat : à quelques pâtés de maisons de la place centrale, un magnifique immeuble de deux étages avec jardin intérieur propose aux visiteurs tout l'artisanat traditionnel.
- Velo de Novia : D'accès facile, le « voile de la mariée » est une magnifique cascade à proximité immédiate de la ville.

## Culture et architecture

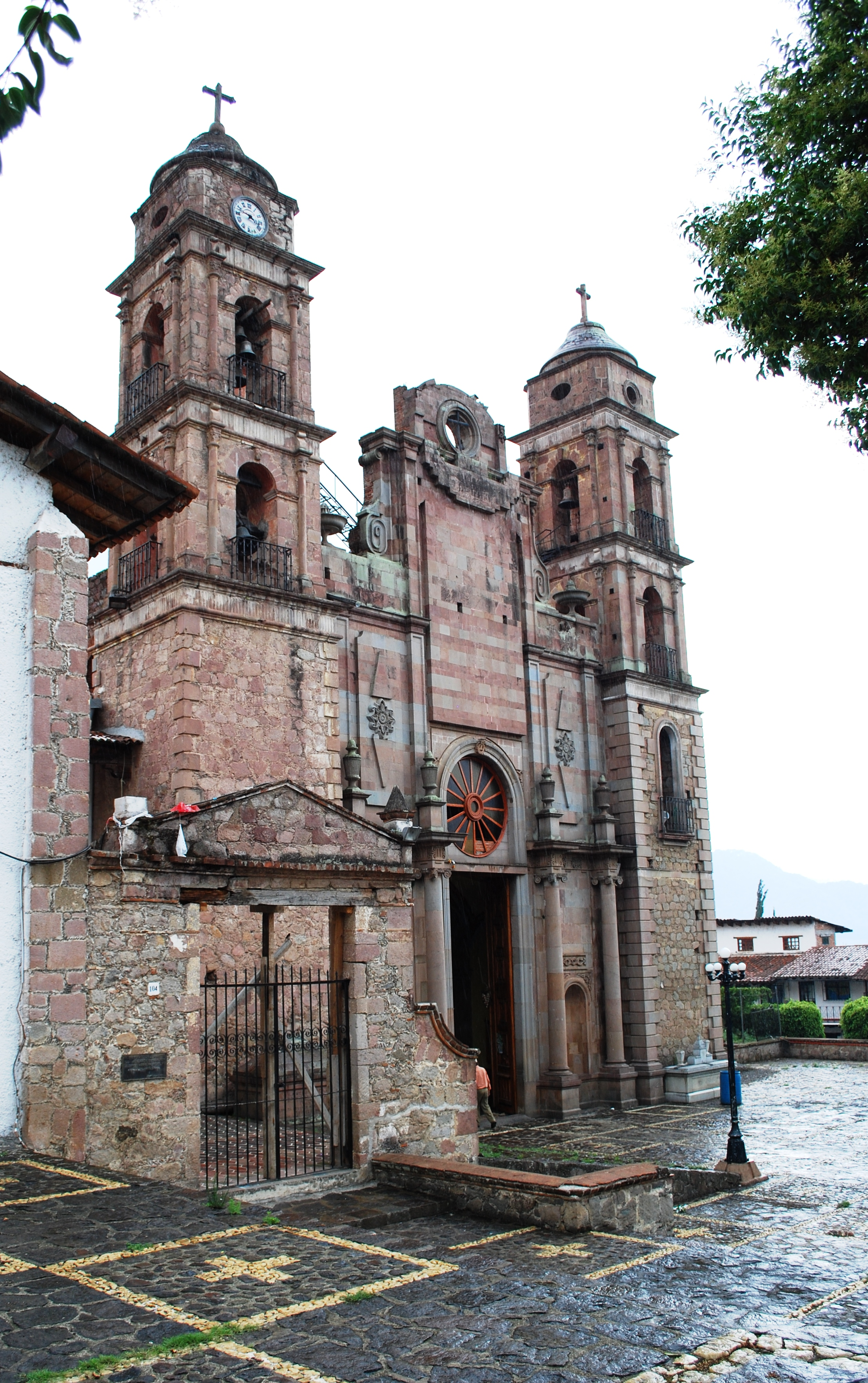
Temple de Santa María Ahuacatlán.

La commune de Valle de Bravo a toujours soutenu une importante activité culturelle. En témoignent les festivals musicaux et traditionnels et l'activité artisanale permanente.
- Le centre culturel Joaquín Arcadio Pagaza - Musée, bibliothèque, expositions: C'est dans l'ancienne demeure de Joaquín Arcadio Pagaza, Archevêque de Veracruz (1919-1938), que se tient aujourd'hui le centre culturel de la commune.

### Jumelage
Valle de Bravo est jumelée avec :
- Barcelonnette (France) depuis 2005

## Personnalités liées à la commune
- Alberto Gironella (1929-1999), artiste
- Arielle Dombasle, chanteuse, a grandi dans la commune